# Greixera

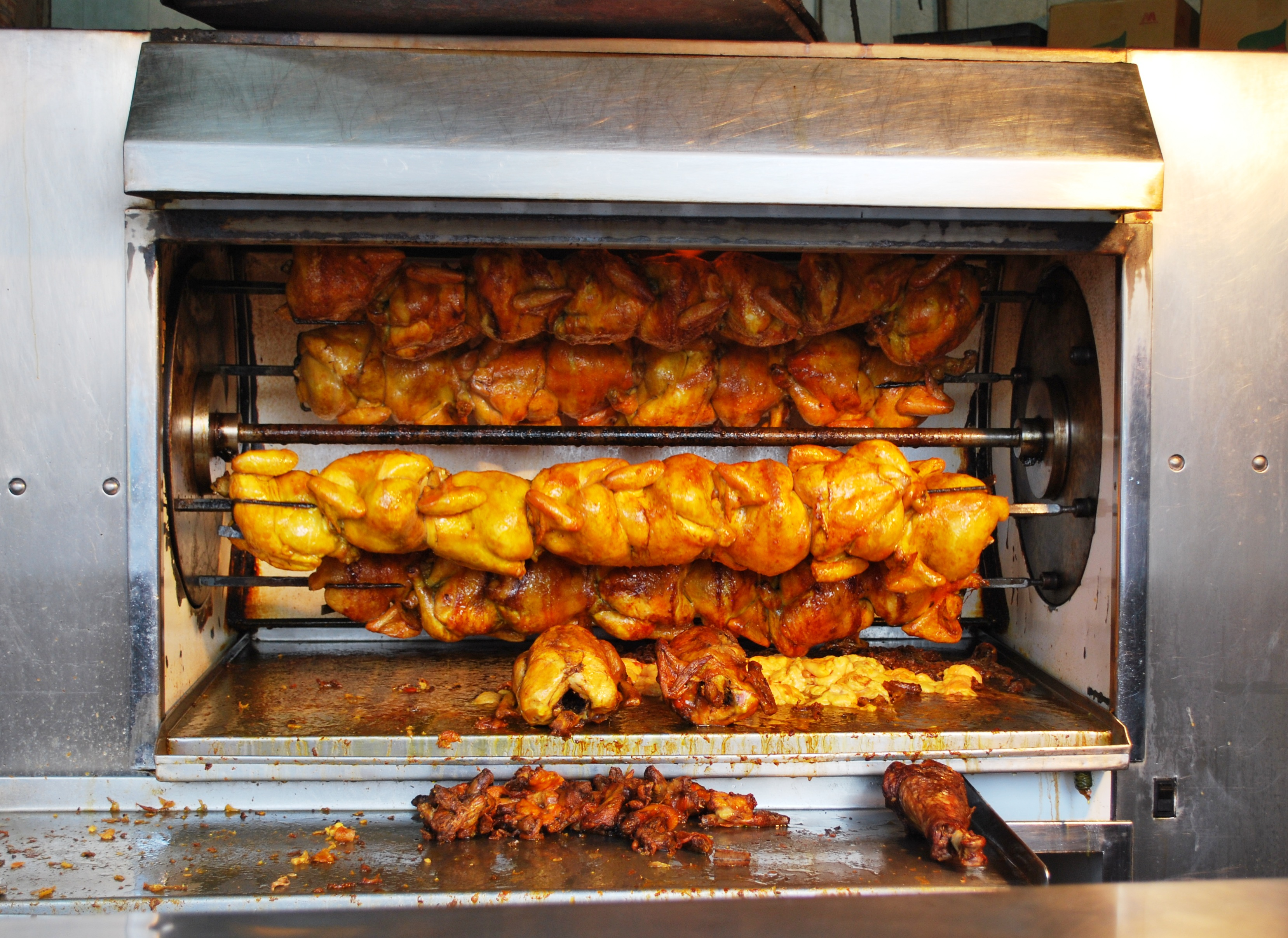
Rostidor professional amb la seva greixera.

Una greixera, greixonera, rostidora o llauna és un estri de cuina de metall (ferro o en coure groc), que es posa sota l'ast de rostir d'un forn o d'un rostidor, per a rebre el suc i el greix de les carns en el curs de la cocció.

## Històric
A l'origen, la greixera és un recipient posat sota un ast, destinat a rebre el greix i el suc de les carns que es fa rostir. Apareix al segle XV amb el desenvolupament de les plaques de foc de fosa, que serveixen de reflectors a les ones de calor de la llar, i l'ús dels asters que reguen automàticament el rostit, el suc que se n'escola restant a la superfície més temps gràcies a la rotació, la qual cosa el carrega en sucs abans que no caigui a la greixera.

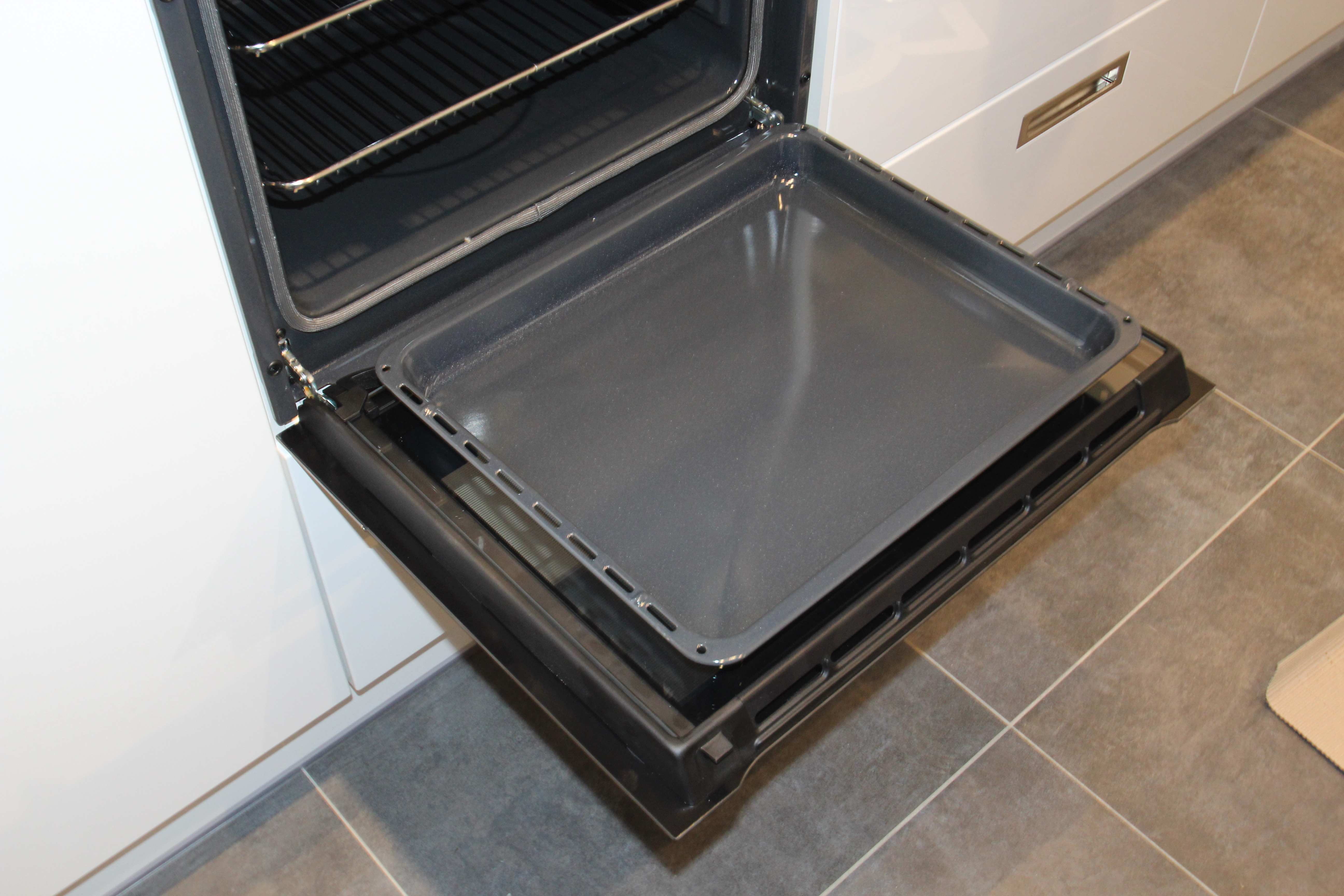
Greixera en un forn elèctric.

Posteriorment, quan la utilització dels forns electrodomèstics s'ha popularitzar, el nom de « greixera » s'ha donat a les plaques inferiors de metall i de reguers que fan la mateixa funció. Les greixeres d'aquests forns també s'empren, tanmateix, per a coure-hi directament certs aliments, com les costelles de bou, pizzes, canapès.

## En la indústria nuclear
Per analogia amb l'estri dels forns electrodomèstics, les grans basses de recollida dels fluids d'escolament i de desbordament utilitzats en la indústria nuclear es diuen greixeres.